# Limba tuvaluană
Limba tuvaluană (Te 'gana Tūvalu) este o limbă polineziană vorbită în Tuvalu de 10.700 de oameni.
Tuvaluană este limbă oficială în Tuvalu (cu engleza) și se vorbește pe deasupra de migranți tuvaluani în Fiji, Kiribati, Nauru și Noua Zeelandă.

## Clasificare și limbi înrudite
Limba tuvaluană este o limbă polineziană cu multe influențe din limba samoană. Există un dialect nordic vorbit pe Nanumaga, Nanumea și Niutao și un dialect sudic vorbit pe Funafuti, Nukufetau, Nukulaelae și Vaitupu. Dialectul sudic este limba oficială în Tuvalu. Dialectele sunt inteligibile și se diferă în primul rând în morfologia și fonologia.
Tuvaluană este inteligibilă cu limba tokelauană.

## Sunete
Ca celălalte limbi polineziene, limba tuvaluană are doar foarte puține foneme comparat cu alte limbi. în total se folosesc doar 15 sau 16 sunete.

### Vocale
Limba tuvaluană are cinci vocale. Nu există diftongi, așa că fiecare vocală se pronunță particular.
|              | Anterioare | Centrale | Posterioare |
| ------------ | ---------- | -------- | ----------- |
| Închise      | [i]        |          | [u]         |
| Semideschise | [ɛ]        |          | [ɔ]         |
| Deschise     |            | [a]      |             |

### Consoane
Limba tuvaluană are 10 sau 11 foneme consonantice. Consoana fricativă glotală [h] se folosește doar în dialectele pe insulele Nanumea și Nanumaga.
|           | Bilabiale | Labiodentale | Alveolare | Velare | Glotale |
| --------- | --------- | ------------ | --------- | ------ | ------- |
| Oclusive  | [p]       |              | [t]       | [k]    |         |
| Nazale    | [m]       |              | [n]       | g [ŋ]  |         |
| Fricative |           | [f] / [v]    | [s]       |        | [h]     |
| Laterale  |           |              | [l]       |        |         |

## Ortografie
Limba tuvaluană are o ortografie fonemică și folosește alfabetul latin.

### Alfabetul tuvaluan
Alfabetul tuvaluan are 16 litere.
| Literă | Aa  | Ee  | Ii  | Oo  | Uu  | Ff  | Gg  | Hh  | Kk  | Ll  | Mm  | Nn  | Pp  | Ss  | Tt  | Vv  |
| Fonem  | [a] | [ɛ] | [i] | [ɔ] | [u] | [f] | [ŋ] | [h] | [k] | [l] | [m] | [n] | [p] | [s] | [t] | [v] |